# در ستایش بطالت و چند جستار دیگر
در ستایش بطالت و چند جستار دیگر مجموعه‌ای از جستارهای برتراند راسل است که در سال ۱۹۳۵ منتشر شد.

## خلاصه
این مجموعه شامل جستارهایی در موضوعات جامعه‌شناسی، فلسفه و اقتصاد است. در مقاله اصلی، راسل استدلال می‌کند که «باور به فضیلت کار منشا شرهای بسیاری در جهانِ نوین است و مسیر شادی و رفاه از راه کاهش کار می‌گذرد» و «کار کردن به هیچ روی هدف زندگی انسان نیست».
راسل می‌نویسد که اگر هر کس تنها چهار ساعت در روز کار کند، نرخ بیکاری کاهش می‌یابد و افزایش اوقات فراغت، شادی انسان را افزایش می‌دهد.

## ترجمه‌ها
از این کتاب دست‌کم سه ترجمه در ایران به چاپ رسیده است:
- در ستایش فراغت، ترجمه ابراهیم یونسی[۱]
- در ستایش بطالت، ترجمه محمدرضا خانی، انتشارات نیلوفر[۲]
- در ستایش تن‌آسایی، ترجمه سوسن نیازی، انتشارات کلاغ[۳]
- در ستایش بطالت، ترجمه علی جعفری، نشر هرست[۴]